# Słobódka (obwód iwanofrankiwski)
Słobódka (ukr. Слобідка)  – wieś na Ukrainie, w rejonie kosowskim obwodu iwanofrankiwskiego.
W okresie międzywojennym stacjonowała w miejscowości placówka Straży Celnej „Słobódka”.